# James Baxter
James "Bim" Baxter (Rock Ferry, Merseyside, 8 de juny de 1870 - Rock Ferry, Merseyside, 4 de juliol de 1940) va ser un regatista i jugador de rugbi a 15 anglès que va competir a començaments del segle xx.
El 1908 va prendre part en els Jocs Olímpics de Londres, on va guanyar la medalla de plata en la categoria de 12 metres del programa de vela com a membre de la tripulació del Mouchette.
El 1927 presidí la Rugby Football Union i fou l'entrenador dels British and Irish Lions en la gira que van fer a l'Argentina aquell mateix any, així com a la gira de 1930 a Nova Zelanda i Austràlia.